# Schottische Badmintonmeisterschaft 1980
Die Schottische Badmintonmeisterschaft 1980 fand im Winter 1979/1980 in Edinburgh statt.

## Austragungsort
- Meadowbank Sports Centre, Edinburgh

## Medaillengewinner
| Disziplin    | Gold                             | Silber                      | Bronze                           |
| ------------ | -------------------------------- | --------------------------- | -------------------------------- |
| Herreneinzel | Charlie Gallagher                | Billy Gilliland             | Ronnie Conway                    |
| Herreneinzel | Charlie Gallagher                | Billy Gilliland             | Gordon Hamilton                  |
| Dameneinzel  | Joanna Flockhart                 | Alison Bryson               | Joy Reid                         |
| Dameneinzel  | Joanna Flockhart                 | Alison Bryson               | Pamela Hamilton                  |
| Herrendoppel | Billy Gilliland Dan Travers      | Gordon Hamilton Fraser Gow  | Ronnie Conway Anthony Dawson     |
| Herrendoppel | Billy Gilliland Dan Travers      | Gordon Hamilton Fraser Gow  | Robert McCoig Alex White         |
| Damendoppel  | Christine Heatly Joy Reid        | Katie McTaggart Mary Odell  | Pamela Hamilton Joanna Flockhart |
| Damendoppel  | Christine Heatly Joy Reid        | Katie McTaggart Mary Odell  | Alison Bryson Linda Gardner      |
| Mixed        | Billy Gilliland Joanna Flockhart | Dan Travers Pamela Hamilton | Alan Gilliland Elizabeth Adam    |
| Mixed        | Billy Gilliland Joanna Flockhart | Dan Travers Pamela Hamilton | Fraser Gow Linda Gardner         |